# Agawam
Agawam – miasto w Stanach Zjednoczonych, w stanie Massachusetts.

## Linki zewnętrzne

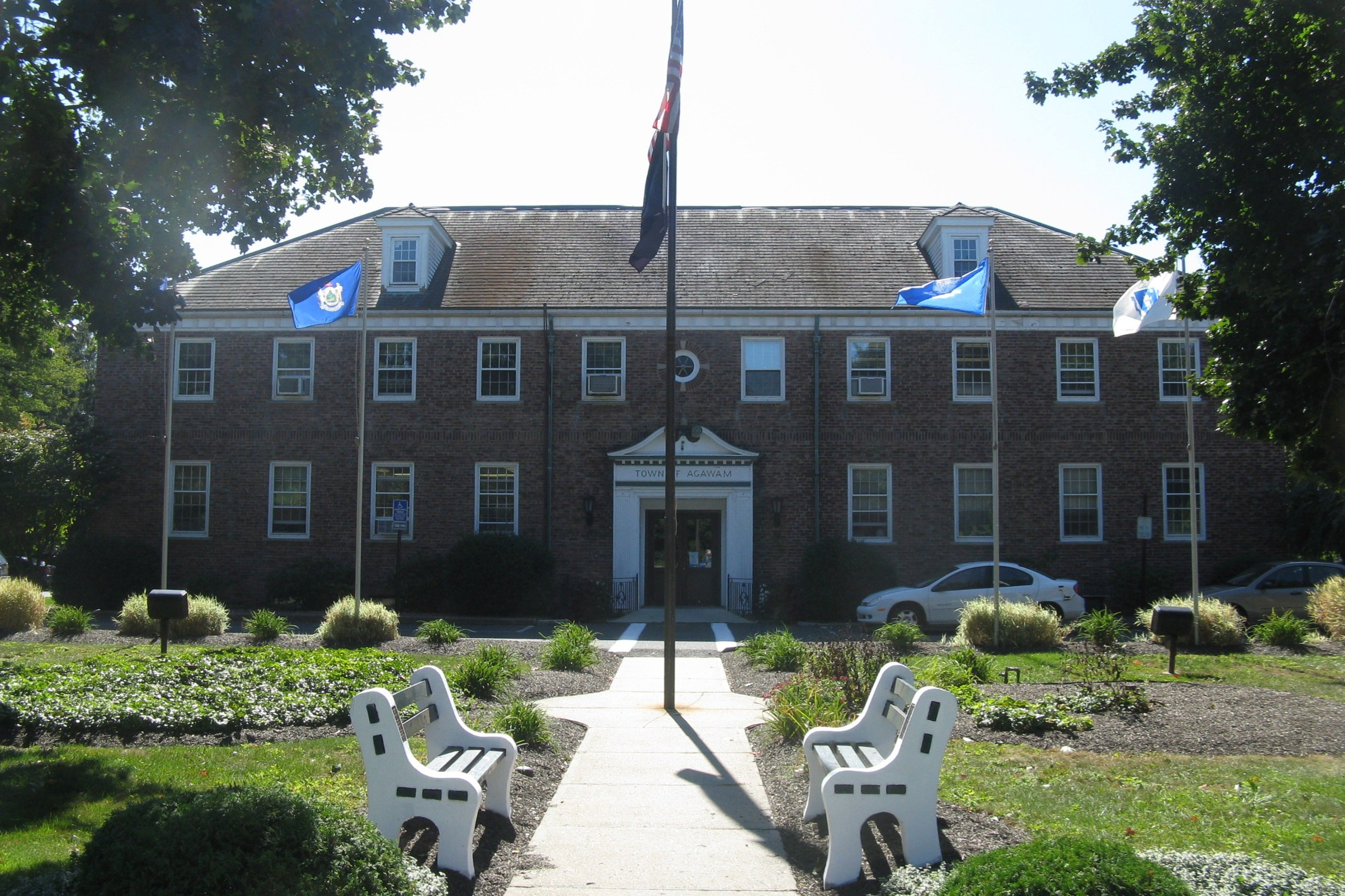
Agawam Town Hall